# Leopold von Ledebur (Schauspieler)

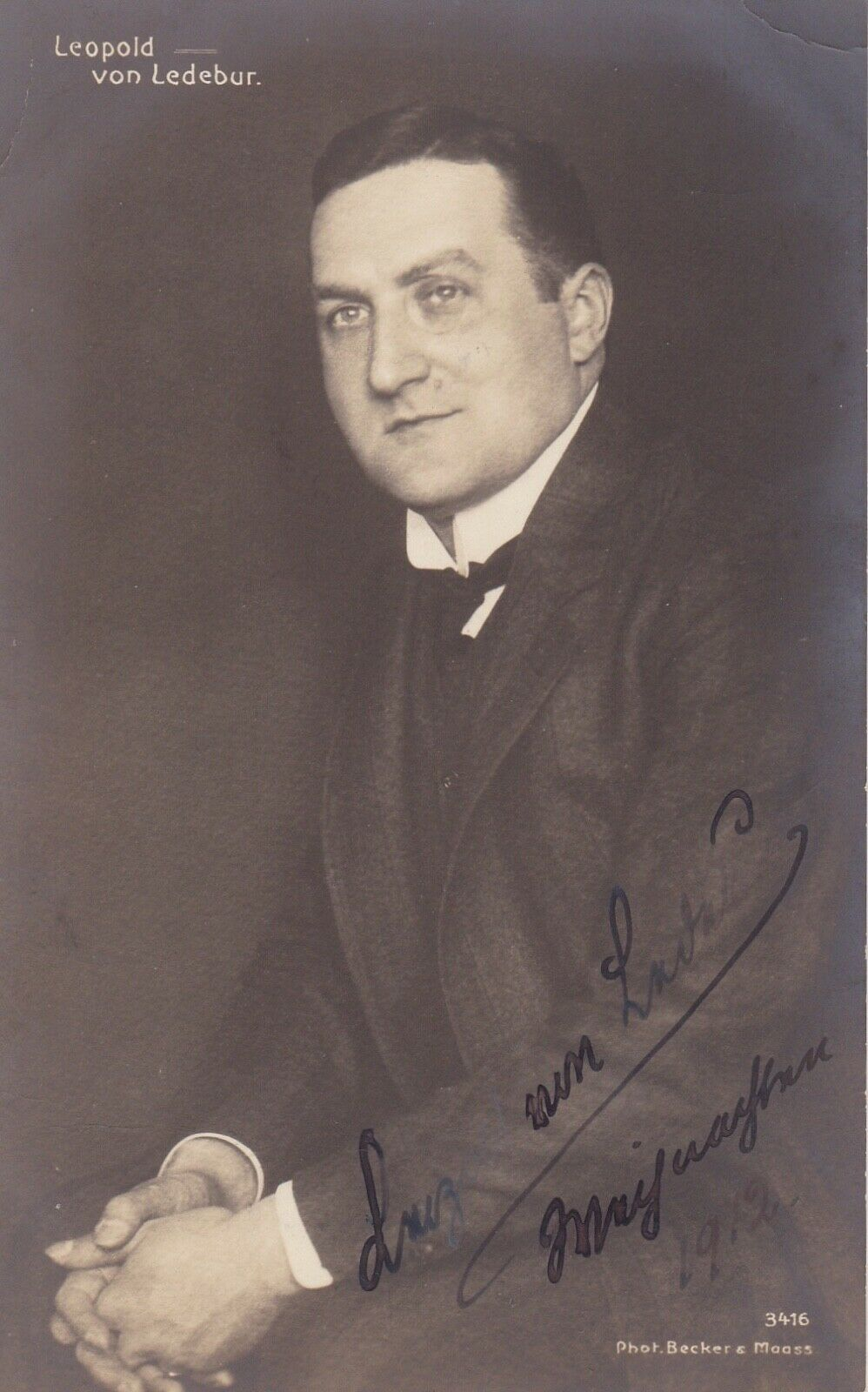
Leopold von Ledebur (1912)

Leopold Ernst Gerhard Freiherr von Ledebur (* 18. Mai 1876 in Berlin; † 22. August 1955 auf Gut Bockhorn in Ruhwinkel) (Anm.) war ein deutscher Schauspieler.

## Leben
Der Staatsschauspieler aus dem Geschlecht der Freiherren von Ledebur war gelernter Jurist und erhielt 1906 sein erstes Engagement am Berliner Lustspielhaus. Seit 1916 wirkte er in Filmen mit und verkörperte 1918 in seiner ersten bedeutenden Rolle in der Opernadaption Carmen den Stierkämpfer Escamillo.

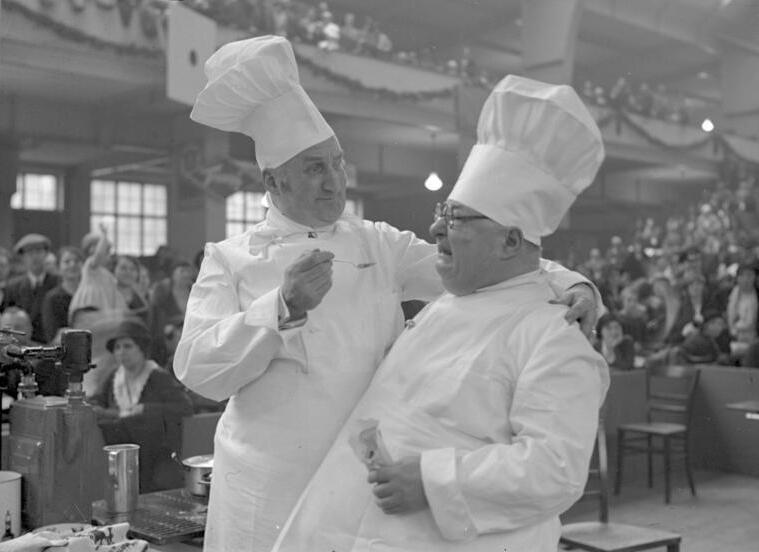
Leopold von Ledebur (links) mit Henry Bender, 1932

35 Jahre lang stellte Ledebur in Nebenrollen vorwiegend respektgebietende Persönlichkeiten wie Minister, Direktoren, Generäle, Polizeichefs, Richter, Ärzte und Rittergutsbesitzer dar, seltener Diener, Nachbarn und Kollegen. Freiherr von Ledebur war Mitglied der NSDAP. Er stand 1944 in der Gottbegnadeten-Liste des Reichsministeriums für Volksaufklärung und Propaganda.

## Filmografie (Auswahl)
- 1916: Schwert und Herd
- 1917: Mutter
- 1917: Die Harvard-Prämie
- 1917: Der Saratogakoffer
- 1918: Heide-Gretel
- 1918: Carmen
- 1918: Die Fürstin von Beranien
- 1918: Erträumtes
- 1918: Der goldene Pol
- 1918: Mitternacht
- 1919: Die goldene Lüge
- 1919: Die Japanerin
- 1919: König Nicolo
- 1919: Staatsanwalt Jordan
- 1919: Das Karussell des Lebens
- 1919: Nur ein Diener
- 1919: Der Würger der Welt
- 1920: Der Schädel der Pharaonentochter
- 1920: Um der Liebe Willen
- 1920: Der Kammersänger
- 1920: Weltbrand
- 1920: Gräfin Walewska
- 1921: Haschisch, das Paradies der Hölle
- 1921: Der Silberkönig (4 Teile)
- 1921: Das Haus zum Mond
- 1922: Der falsche Dimitry
- 1922: Kinder der Zeit
- 1922: Zum Paradies der Damen
- 1922: Felicitas Grolandin
- 1923: Der Mann mit der eisernen Maske
- 1923: Der Menschenfeind
- 1923: Inge Larsen
- 1923: Frühlingserwachen
- 1924: Dudu, ein Menschenschicksal
- 1924: Orient
- 1924: Guillotine
- 1924: Die Frau in Versuchung
- 1925: Im Namen des Kaisers
- 1925: Götz von Berlichingen zubenannt mit der eisernen Hand
- 1925: Die eiserne Braut
- 1925: Wallenstein
- 1925: Bismarck, 1. Teil
- 1926: Die Mühle von Sanssouci
- 1926: Des Königs Befehl
- 1926: Die dritte Eskadron
- 1926: Die Flucht in den Zirkus
- 1926: Frauen der Leidenschaft
- 1926: Die elf Schill’schen Offiziere
- 1926: Der Prinz und die Tänzerin
- 1926: Prinzessin Trulala
- 1926: Spitzen
- 1927: Meine Tante – Deine Tante
- 1927: Die große Pause
- 1927: Ein schwerer Fall
- 1927: Im Luxuszug
- 1927: Die raffinierteste Frau Berlins
- 1927: Der Fluch der Vererbung
- 1927: Die Vorbestraften
- 1927: Lützows wilde verwegene Jagd
- 1927: Das Fräulein von Kasse 12
- 1928: Panik
- 1928: Eva in Seide
- 1928: Flucht aus der Hölle
- 1928: Das Fräulein aus Argentinien
- 1928: Serenissimus und die letzte Jungfrau
- 1928: Aus dem Tagebuch eines Junggesellen
- 1928: S.O.S. Schiff in Not
- 1929: Jugendsünden
- 1929: Hochverrat
- 1929: Geheimpolizisten
- 1929: Die Halbwüchsigen
- 1929: Meineid
- 1930: Achtung! – Auto-Diebe!
- 1930: Dreyfus
- 1930: Menschen im Feuer
- 1930: Zeugen gesucht
- 1931: Schatten der Unterwelt
- 1931: Der Hochtourist
- 1931: Liebeskommando
- 1931: Lügen auf Rügen
- 1931: Man braucht kein Geld
- 1931: Der schönste Mann im Staate
- 1932: Der Geheimagent
- 1932: Friederike
- 1933: Es war einmal ein Musikus
- 1933: Die Fahrt ins Grüne
- 1933: Der Judas von Tirol
- 1934: Musik im Blut
- 1935: Der alte und der junge König
- 1935: Der höhere Befehl
- 1936: Das Schönheitsfleckchen
- 1937: Alarm in Peking
- 1937: Ball im Metropol
- 1937: Hahn im Korb
- 1937: Manege
- 1937: Der Mustergatte
- 1937: Die Umwege des schönen Karl
- 1937: Versprich mir nichts!
- 1938: Du und ich
- 1938: Heimat
- 1938: Nanon
- 1938: Napoleon ist an allem schuld
- 1938: Scheidungsreise
- 1938: Der unmögliche Herr Pitt
- 1938: Yvette
- 1938: Ziel in den Wolken
- 1939: Es war eine rauschende Ballnacht
- 1939: Der Florentiner Hut
- 1939: Das Gewehr über
- 1939: Die Hochzeitsreise
- 1939: Kitty und die Weltkonferenz
- 1939: Robert Koch, der Bekämpfer des Todes
- 1939: Der Stammbaum des Dr. Pistorius
- 1940: Bismarck
- 1940: Die 3 Codonas
- 1940: Die gute Sieben
- 1940: Kleider machen Leute
- 1940/42: Der große König
- 1941: … reitet für Deutschland
- 1941: Friedemann Bach
- 1941: Ich klage an
- 1941: Komödianten
- 1941/43: Nacht ohne Abschied
- 1942: Die Entlassung
- 1942: Die große Liebe
- 1942: Meine Freundin Josefine
- 1943: Johann
- 1943: Kollege kommt gleich
- 1943: Münchhausen
- 1944: Träumerei
- 1944: Sommernächte
- 1944: Der Mann, dem man den Namen stahl
- 1944/52: Das Mädchen Juanita
- 1945: Shiva und die Galgenblume (unvollendet)
- 1949: Träum’ nicht, Annette!
- 1949: Liebe 47
- 1951: Der Tiger Akbar
- 1951: Engel im Abendkleid